# دان هودجز
دان هودجز (بالإنجليزية: Dan Hodges)‏ هو مدون وصحفي بريطاني، ولد في 7 مارس 1969.